# Liutperga
Liutperga (også: Liutpirc, Liutberga; 8. århundrede; født før 753, død efter 763) var en langobardisk prinsesse, datter af kong Desiderius og dronning Ansa. Hun var gift med Tassilo, den sidste hertug af Bayern af slægten Agilolfinger.
Tassilo og Liutperga var gift før 770 for at underbygge den traditionelle alliance mellem Lombardiet og Bayern. Sammen fik de flere børn, bl.a. sønnen Theodo af Bayern.
Karl den Store påkaldte sig Liutpergas had, da han annullerede sit ægteskab med hendes søster Desiderata (Gerperga) og hans ødelæggelse af det langobardiske kongedømme og indespærringen af hendes forældre. Liutperga opildnede sin mand til oprør mod Karl den Store. Oprøret blev kvalt, da det kom Karl for øre, at Tassilo lavede hemmelige aftaler med Avarerne – frankernes fjender. Tassilo kom for retten og blev dømt til døden. Dommen blev ændret til konfiskation af land og ære; Tassilo med hans familie blev indespærret på klostre.